# Acanthocinus chinensis
Acanthocinus chinensis es una especie de escarabajo longicornio del género Acanthocinus, tribu Acanthocinini, subfamilia Lamiinae. Fue descrita científicamente por Breuning en 1978.
La especie se mantiene activa durante el mes de septiembre.

## Descripción
Mide 11,25 milímetros de longitud.

## Distribución
Se distribuye por China.